# Formula Renault 2.0 Italia 2005
Formula Renault 2.0 Italia 2005 var ett race som kördes över 17 race. Mästare blev Kamui Kobayashi.

## Kalender
| Bana                          | Segrare Race 1      | Segrare Race 2      | Segrare Race 3  |
| ----------------------------- | ------------------- | ------------------- | --------------- |
| ACI Vallelunga Circuit        | Michael Ammermüller | Kamui Kobayashi     | -               |
| Autodromo Enzo e Dino Ferrari | Kamui Kobayashi     | Kamui Kobayashi     | -               |
| Circuit de Spa-Francorchamps  | Michael Ammermüller | Michael Ammermüller | -               |
| Autodromo Nazionale Monza     | Kamui Kobayashi     | Ben Hanley          | Kamui Kobayashi |
| Circuito del Mugello          | Ben Hanley          | Ben Hanley          | -               |
| Misano World Circuit          | Davide Rigon        | Ben Hanley          | Ben Hanley      |
| Autodromo Riccardo Paletti    | Jérôme D'Ambrosio   | -                   | -               |
| Autodromo Nazionale Monza     | Kamui Kobayashi     | Ben Hanley          | -               |

## Slutställning
| Plats | Förare              | Poäng |
| ----- | ------------------- | ----- |
| 1     | Kamui Kobayashi     | 312   |
| 2     | Michael Ammermüller | 266   |
| 3     | Ben Hanley          | 264   |
| 4     | Jérôme D'Ambrosio   | 199   |
| 5     | Adrian Zaugg        | 162   |
| 6     | Davide Rigon        | 113   |